# GDW-Nord
Genossenschaft der Werkstätten für behinderte Menschen in Norddeutschland e.G., kurz gdw nord, mit Sitz in Oschersleben ist eine von Trägern und Einrichtungen der Behindertenhilfe in Schleswig-Holstein und Sachsen-Anhalt gegründete Genossenschaft.

## Gründung
Die Genossenschaft der Werkstätten für behinderte Menschen in Norddeutschland e.G. ist ein Zusammenschluss von Werkstätten für behinderte Menschen (WfbM). Sie ist aus der Verschmelzung der beiden Genossenschaften gdw nord und gdw nbsa hervorgegangen. Über 80 Genossenschaftsmitglieder aus den nördlichen Bundesländern Schleswig-Holstein, Mecklenburg-Vorpommern, Hamburg, Niedersachsen, Bremen, Sachsen-Anhalt und Brandenburg tragen die gdw nord.

## Genossenschaftszweck
Die gdw nord ist mit dem Ziel gegründet worden, Kräfte zu bündeln, Synergien zu erzeugen und gemeinsam mit Kunden Erfolge zu erzielen. Daraus ergibt sich die Priorität, Arbeitsplätze für behinderte Menschen zu sichern und zukunftsorientiert zu gestalten. Es gibt vier Kerngeschäftsbereiche: das Auftragsmanagement, den Umweltservice, die Beratung und die Fortbildung. Die Hauptaufgabe der gdw nord besteht darin, aus verschiedenen Industrie- und Dienstleistungsbereichen sowie öffentlichen Einrichtungen Aufträge für Werkstätten für behinderte Menschen zu akquirieren. Bei großen und auch überregionalen Aufträgen ist ein Ansprechpartner oder eine Ansprechpartnerin der gdw nord für die Auftragskoordination zuständig und übernimmt mit der Organisation das gesamte Auftragsmanagement einschließlich der Logistik.
Im Bereich Umweltservice wird in einem Verbund von WfbM ein hochwertiges Recycling von Elektro(nik)-Altgeräten und die fachgerechte Vernichtung von Akten- und Datenträgern angeboten. Hier werden elektronische Geräte in den Werkstätten von Menschen mit Behinderung händisch zu Schadstoff- und Wertstofffraktionen zerlegt.
Das Besondere ist, dass neben dem Auftragsmanagement auch Fortbildungen sowie Beratungsleistungen für WfbM und andere soziale Einrichtungen angeboten werden. Unterstützung wird im Schwerpunkt bei den Themen Managementsysteme, Zertifizierungsvorbereitung im Abfallbereich, Arbeitssicherheit, Datenträgervernichtung, Gartenbau und Hygiene geleistet.

## Bundesweites Netzwerk
Die drei gdw-Organisationen gdw nord, gdw mitte und gdw süd sind mit den ihn angegliederten Werkstätten im gesamten Bundesgebiet vertreten. Auf diese Art und Weise können überregionale Aufträge und Projekte umgesetzt werden, die ein bundesweites Netzwerk voraussetzen.